# Suzanne Lenglen

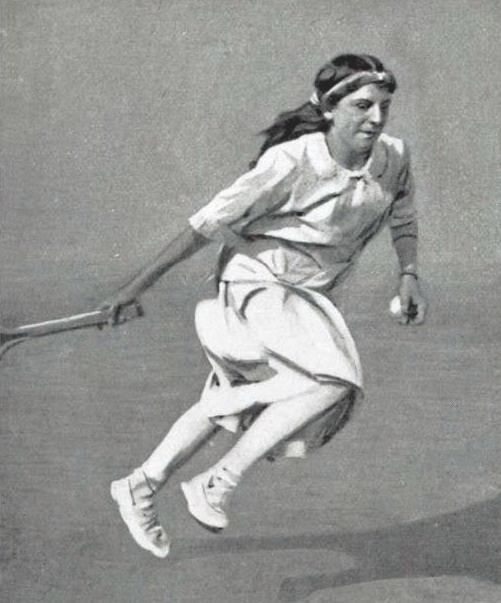
Suzanne Lenglen en mai 1914 à 15 ans (championne de France du double mixte avec Max Decugis).

Suzanne Rachel Flore Lenglen (prononcé [lɑ̃.ˈɡlɛn]) est une joueuse de tennis française, née le 24 mai 1899 à Paris, où elle est morte le 4 juillet 1938. Surnommée « la Divine »,, elle fut la première star internationale du tennis féminin.
Elle possède des records d'un autre temps : 241 titres, une série de 181 victoires et un pourcentage de 98 % de matchs gagnés (341-7). Elle s'impose deux fois aux Internationaux de France,, six fois à Wimbledon et remporte la médaille d'or olympique du simple dames aux Jeux d'Anvers 1920. Le deuxième court principal du stade Roland-Garros porte son nom.

## Biographie

### Jeunesse et premiers succès
Suzanne Lenglen naît à Paris (16e arrondissement), au hameau de Boulainvilliers, à l'angle avec la rue du Ranelagh, le 24 mai 1899, de Charles Servais Adolphe Lenglen (1859-1929), rentier et pharmacien de formation, et d'Anaïs Dhainault. Suzanne a un petit frère qui décède prématurément en 1904. La famille s'installe en 1906 en Picardie. C'est en 1911, peu avant ses 12 ans, que Suzanne touche pour la première fois une raquette de tennis, offerte par son père, pour qu'elle puisse s'amuser sur le court familial en terre battue, à Marest-sur-Matz (Oise). Sportive accomplie, elle s'initie à différents sports tels que le golf, la natation (championne de France en 1919), le tir à l'arc et l'équitation. Son père remarque très vite son aisance sur le court et son goût pour le tennis ; il décide de devenir son entraîneur. Il la fait progresser rapidement, notamment en précision, à l'aide des cibles placées sur le court, telles que son chapeau ou des mouchoirs, et grâce à de nombreuses heures d'exercice, une préparation physique intense comprenant de la gymnastique et de la danse classique.
Suzanne Lenglen dispute son premier tournoi en 1911 à Chantilly, où elle atteint la finale, puis rencontre ses premiers succès entre 1912 et 1913 en s'imposant aux Championnats de Picardie, à Lille, à Wimereux et au Touquet. En janvier 1914, elle est sollicitée par le champion du monde néo-zélandais Anthony Wilding pour faire équipe en double mixte à l'occasion des tournois hivernaux de Nice et Cannes au Beau-Site et au Carlton, compétitions qu'elle remporte également en simple. Elle poursuit sa progression et atteint au mois de juin la finale du championnat de France, battue par la tenante Marguerite Broquedis. Trois semaines plus tard, elle se révèle au grand public en étant sacrée championne du monde sur terre battue à Saint-Cloud en simple contre Germaine Golding et en double dames avec Elizabeth Ryan. M. Lenglen ne prend pas le risque d'inscrire sa fille pour le tournoi de Wimbledon, se déroulant sur une surface inconnue pour Suzanne et dans un pays étranger.
La Première Guerre mondiale ne paraît pas troubler le quotidien de la jeune championne, qui poursuit son entraînement avec ses amis ou des officiers de retour du front. Les partenaires masculins sont nombreux, ce qui lui permet de s'endurcir physiquement comme techniquement. Elle prend modèle sur leur jeu et s'inspire notamment de celui de Tony Wilding afin d'imiter les gestes des champions. La famille Lenglen quitte Marest-sur-Matz en 1914 avant l'arrivée des Allemands. Leur maison étant endommagée, Suzanne et ses parents déménagent à Nice, avenue Auber, où ils ont l'habitude de passer les hivers. Suzanne y perfectionne son jeu avec son père et Joseph Negro, professeur niçois réputé, sur les courts du Nice Lawn Tennis Club, place Mozart, puis au Parc-Impérial, avenue de Russie. La ville met à disposition des Lenglen la Villa Ariem située juste en face du club. Suzanne y restera très attachée, ce qui engendre à l'époque une hausse importante de la fréquentation de Nice.

### Championne du monde

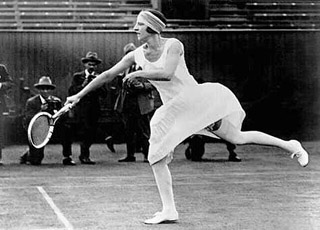
À Wimbledon le 29 juin 1925.

C'est à Wimbledon que Lenglen fait son retour en 1919 et affronte Dorothy Lambert Chambers, âgée de 40 ans, qui a déjà remporté sept fois le tournoi. La voyant faiblir après la perte du second set, son père lui lance un flacon de cognac dont elle boit une gorgée. À la surprise générale et au terme d'une partie acharnée, la jeune Suzanne sauve deux balles de match à 6-5 et remporte finalement la rencontre (10-8, 4-6, 9-7). À la suite de cet épisode, le cognac deviendra son remontant habituel durant les matchs. Elle enchaînera désormais les victoires jusqu'en 1926. Elle retrouve de nouveau Chambers en finale l'année suivante mais elle remporte cette fois-ci la rencontre plus facilement (6-3, 6-0). C'est à la suite de cette édition du tournoi que les dirigeants du club décident de construire un nouveau grand stade à Church Road afin d'accueillir un plus grand nombre de spectateurs. Après sa victoire en 1921, ils abandonneront également le système du Challenger Round qui permettait à la tenante du titre de ne jouer que la finale.
Quelques semaines après son succès londonien, elle livre une performance remarquable aux Jeux olympiques d'Anvers puisqu'elle décroche la médaille d'or en simple en ne concédant que quatre jeux en cinq matchs. Dans un tableau moins relevé que dans un championnat du monde, elle bat en finale Dorothy Holman, titrée à Saint-Cloud en début de saison. En double dames avec Élisabeth d'Ayen, elle échoue en demi-finale contre une paire britannique dont la tactique était de la faire jouer le moins possible et doit ainsi se contenter du bronze. Elle gagne enfin une 3e médaille puisqu'elle s'impose en double mixte associée à Max Decugis. C'est en cette même année que Lenglen croise pour la première fois, à la Faisanderie dans le Parc Saint-Cloud, Bill Tilden, qui effectue une tournée en Europe. Les deux stars ne s'apprécient guère, l'Américain considère notamment que la Française fait de l'ombre à sa carrière. Sous la pression de nombreux spectateurs présents, ils se résolvent à s'affronter lors d'un set d'entraînement que Tilden remporte facilement sur le score de 6-0 en y mettant toute son énergie.
Entre 1919 et 1926, elle remporte six fois le tournoi de Wimbledon, quatre fois les Championnats de France et deux fois les Internationaux de France en simple. Elle est également victorieuse à quatre reprises des Championnats du monde sur terre battue (1914, 1921, 1922 et 1923). Au cours de sa carrière, elle remporte 241 tournois (81 en simple, 73 en double dames et 87 en double mixte) et trois médailles olympiques. Elle signe entre 1921 et 1926 une série de 171 victoires consécutives. La championne incontestée domine et transforme le tennis féminin tout en attirant les foules. Elle devient une star en Angleterre dès 1919 et son premier succès contre Chambers. Ce n'est qu'en 1925 après ses trois victoires aux premiers Internationaux de France qu'elle obtient le même statut dans son pays d'origine.
En 1921, Suzanne Lenglen se rend pour la première fois en Amérique, contre l'avis de son père, afin de participer à des exhibitions caritatives destinées à récolter des fonds pour les régions touchées par la Guerre. Les organisateurs de l'US Open profitent de sa présence sur le continent pour l'inscrire à leur tournoi alors qu'elle n'avait pas l'intention d'y jouer. Afin de ne pas contrarier le public, elle se résout à y participer et bénéficie d'un forfait pour le premier tour. N'étant pas protégée par un statut de tête de série, elle affronte le 16 août Molla Mallory, cinq fois vainqueur du tournoi, dès le deuxième tour. Ayant souffert du mal de mer pendant trois jours puis d'une coqueluche, elle abandonne au début du second set après avoir perdu la première manche 6 jeux à 2, sous les huées d'une partie du public. C'est la première fois depuis 1919 qu'elle perd un set dans un match. Cet abandon est mal compris par les 6 000 spectateurs présents, voyant la joueuse évoluer en dessous de ses standards habituels, ce qui oblige Lenglen à présenter ses excuses pour cette prestation quelques jours plus tard. La presse américaine ne se prive pas pour critiquer sévèrement la Française. Sa réputation outre-Atlantique n'est rétablie que lorsqu'elle participe à une tournée professionnelle en 1926. Après cette déconvenue, Lenglen ne prend plus de risque pour sa santé et se retire des tournois où elle ne se sent pas prête. En conséquence, elle restera invaincue jusqu'à la fin de sa carrière.
Sa saison 1924 est perturbée par une jaunisse. Pour cette raison, elle ne prend pas part aux Championnats de France dont elle est quadruple tenante du titre et, insuffisamment remise, elle déclare forfait avant sa demi-finale du tournoi de Wimbledon.

### 1926: match du siècle et scandale à Wimbledon

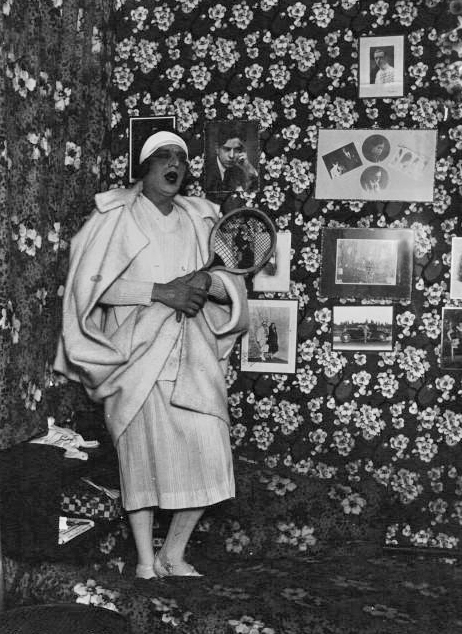
Saint-Granier parodiant Suzanne Lenglen, au Casino de Paris (1926).

Elle dispute son match le plus célèbre le 17 février 1926 sur le central du Carlton à l'occasion de la finale du modeste tournoi de Cannes. Elle affronte la jeune championne américaine Helen Wills, alors âgée de 20 ans, triple vainqueure des Championnats des États-Unis. Appelée « match du siècle », la rencontre, organisée par Charles Aeschlimann et Francis Fisher, attire une foule considérable et un grand nombre de journalistes de plusieurs pays. Parmi les quelque 3 000 spectateurs présents figurent entre autres Georges de Grèce, Manuel de Portugal, le duc de Westminster et de Connaught, ainsi que le roi Gustave V, grand habitué des tournois sur la Côte d'Azur. Face au prix élevé des places, de nombreuses personnes grimpent dans des arbres ou montent sur les toits et les balcons des maisons aux alentours afin d'apercevoir les joueuses.
Suzanne Lenglen fait preuve de nervosité et parvient à remporter le premier set 6-3 après un échange de breaks. Le second set s'avère plus indécis et Lenglen crut même remporter le match lorsqu'un coup droit de l'Américaine fut annoncé faute dans le 12e jeu à 6-5. Les joueuses se serrèrent la main au filet mais un juge de ligne avertit l'arbitre George Hillyard pour lui signifier que la balle était bonne. Wills parvient à égaliser mais finit par s'incliner deux jeux plus tard. Lenglen, épuisée, s'impose en effet au prix d'importants efforts physiques sur le score de 6-3, 8-6 en 59 minutes de jeu. Les deux championnes n'auront plus l'occasion de se retrouver dans un match. En effet, Wills sera victime peu après d'une crise d'appendicite qui la contraindra à arrêter sa saison tandis que Lenglen tournera bientôt le dos à l'amateurisme.
Lors des Internationaux de France, elle écrase Mary Browne en finale 6-1, 6-0 en seulement 27 minutes, considérée comme la plus courte de l'histoire des tournois du Grand Chelem.
Un incident à Wimbledon précipitera la fin de sa carrière amateurs. En effet, en mauvaise santé, elle refuse de jouer son simple et son double consécutivement à la suite d'un changement tardif de programmation. Les organisateurs la menacent de disqualification. Elle se braque et refuse de se présenter sur le court, faisant un affront à la reine présente en tribune et fervente admiratrice de la joueuse. Désespérée et enfermée dans les vestiaires, elle demande à Jean Borotra d'aller présenter ses excuses à la reine. Les choses semblent s'arranger par la suite et elle dispute finalement ses matchs le lendemain. Mais la reine n'est pas là et le public anglais, vexé par le caprice de la Française, est glacial lors de son match en simple. Blessée par cette attitude, la Divine renonce à la suite du tournoi et quitte définitivement le tennis amateur.

### Tournées professionnelles

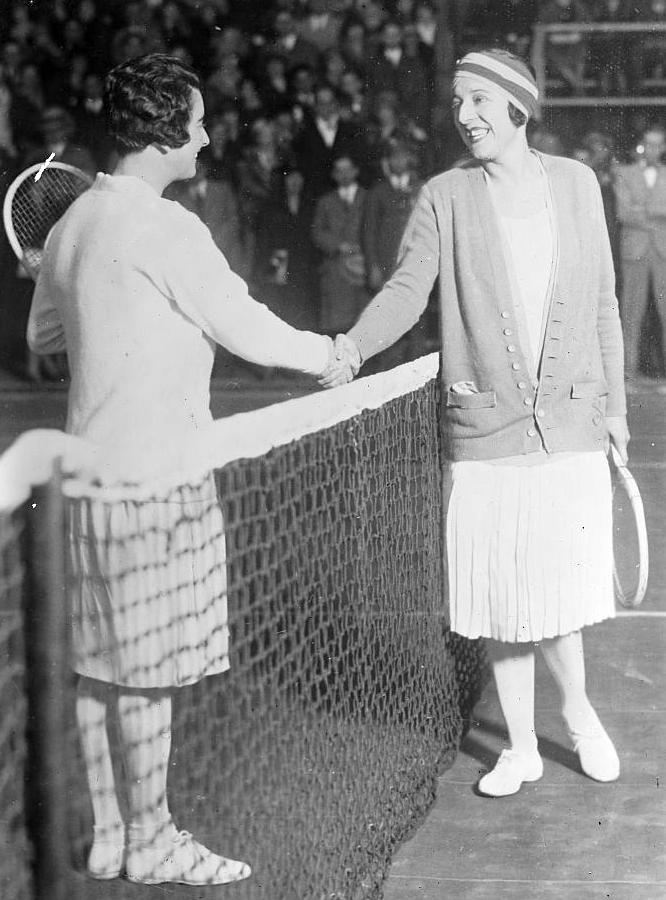
Avec Mary Browne.

Lassée par l'amateurisme, Suzanne Lenglen souhaite devenir professionnelle afin notamment d'assurer financièrement sa carrière. En contact depuis plusieurs mois avec le promoteur C. C. Pyle, connu pour avoir signé avec le joueur de football américain Red Grange, elle est persuadée de disputer une tournée professionnelle de quatre mois en Amérique. Pyle annonce le 2 août 1926 à Paris la signature d'un contrat avec Mlle Lenglen. Ce dernier sera d'un montant de 50 000 $ et pourra être revu à la hausse en fonction des résultats. En conséquence, elle est radiée à vie par la Fédération française de lawn-tennis et bannie du All England Club. La tournée comprend une série de rencontres organisées entre octobre 1926 et janvier 1927, dans une quarantaine de villes aux États-Unis, au Canada et même un passage par La Havane. Le joueur Paul Féret, 4e joueur français et ami proche de Lenglen, est appelé pour être son partenaire de double mixte. Du côté américain, Pyle convainc l'ancienne championne Mary Kendall Browne comme opposante en simple à Lenglen, ainsi que les joueurs Vincent Richards (alors n°1 américain), Howard Kinsey et le professionnel Harvey Snodgrass.
Opposée à l'ancienne championne américaine Mary Kendall Browne, multiple vainqueure des Championnats américains avant-guerre mais aussi finaliste des derniers Internationaux de France contre Lenglen quelques mois plus tôt, elle dispute son premier match le 9 octobre 1926 devant les 13 000 spectateurs du Madison Square Garden de New York. Durant quatre mois, elle gagne ses 38 matchs en simple (ou 43 selon les sources), empochant un supplément de 25 000 $ promis par Pyle. Durant cette période, Suzanne Lenglen voyage telle une star de cinéma dans un train privé, accompagnée entre autres d'une femme de chambre, d'un agent de presse et d'un masseur, ainsi que de son amant, un playboy californien du nom de Baldwin M. Baldwin, petit-fils de l'homme d'affaires Lucky Baldwin (en). Bien que rentable financièrement, la tournée n'est qu'un demi-succès en raison de la grande différence de niveau entre les deux joueuses, ce qui passionne de moins en moins les spectateurs au fur et à mesure des matchs.
Lenglen ne souhaitant pas reconduire son contrat, la tournée prend fin. Pyle reproche à M. Baldwin sa liaison tumultueuse avec Lenglen, entraînant des difficultés dans la gestion de la carrière de sa joueuse. Il obtient gain de cause et reçoit 50 000 $ de dédommagement. Rentrée au Havre le 26 février, la joueuse annonce cependant son intention de continuer une tournée professionnelle avec des matchs prévus en Europe et notamment en Angleterre, supervisée par son compagnon. La tournée européenne n'est finalement pas organisée en raison de coûts financiers difficilement supportables et du manque d'intérêt du public pour les rencontres professionnelles. Celle se déroulant en Angleterre est finalement maintenue, Lenglen obtenant une garantie de 3 000 livres. Elle se rend en effet à Londres fin juin afin de participer à une série de tournois exhibitions organisées par l'impresario Charles B. Cochran. Les rencontres sont prévues à Henley puis au Holland Park de Londres, Glasgow, Blackpool et Manchester contre des joueurs tels que Dorothea Köring, Howard Kinsey et Karel Koželuh. Elle remporte facilement tous ses matchs contre la joueuse allemande ainsi que contre la championne du Ceylan, Miss Dewhurst, mais refuse en revanche de jouer une rencontre en double mixte avec Charles Reed l'opposant à Kinsey et Koželuh. Cette tournée n'a qu'un succès modeste, les rares spectateurs se déplaçant uniquement pour voir la championne française.

### Reconversion et fin de vie
Suzanne Lenglen déclare en septembre 1928 qu'elle abandonne totalement la compétition. Au mois de décembre, elle se rend à New York avec sa mère en vue de préparer un éventuel mariage avec son compagnon, M. Baldwin, qui n'aura finalement pas lieu, ce dernier devant divorcer de sa première épouse.
Son père étant décédé, Suzanne vend sa villa de Nice et retourne à Paris. Elle devient en 1930 collaboratrice d'une grande maison de couture pour laquelle elle dessine des modèles de sport. Elle fait entre-temps des apparitions dans des publicités, joue dans des films, des courts métrages et travaille quelques mois à Londres. Le 20 février 1936, elle inaugure au Tennis Mirabeau, non loin de Roland-Garros, une école de tennis intitulée « Suzanne Lenglen, initiation au tennis », qui sera reconnue comme un centre fédéral d'entraînement par la Fédération française de tennis. Elle met toute sa force pour s'y consacrer à plein temps, ce qui aura des conséquences sur sa santé déjà fragile. Elle y dispute occasionnellement des matchs d'exhibition payants dans un but éducatif, avec l'accord de la Fédération internationale de tennis. En 1937, elle publie Tennis by simple exercices, un ouvrage de référence sur les techniques du tennis, écrit en collaboration avec la danseuse britannique Margaret Morris.
La presse annonce en juin 1938 que Suzanne Lenglen est atteinte d'une leucémie. La maladie est foudroyante, Suzanne devient aveugle et meurt quelques jours plus tard, le 4 juillet 1938 en son domicile du square Jean-Paul-Laurens.

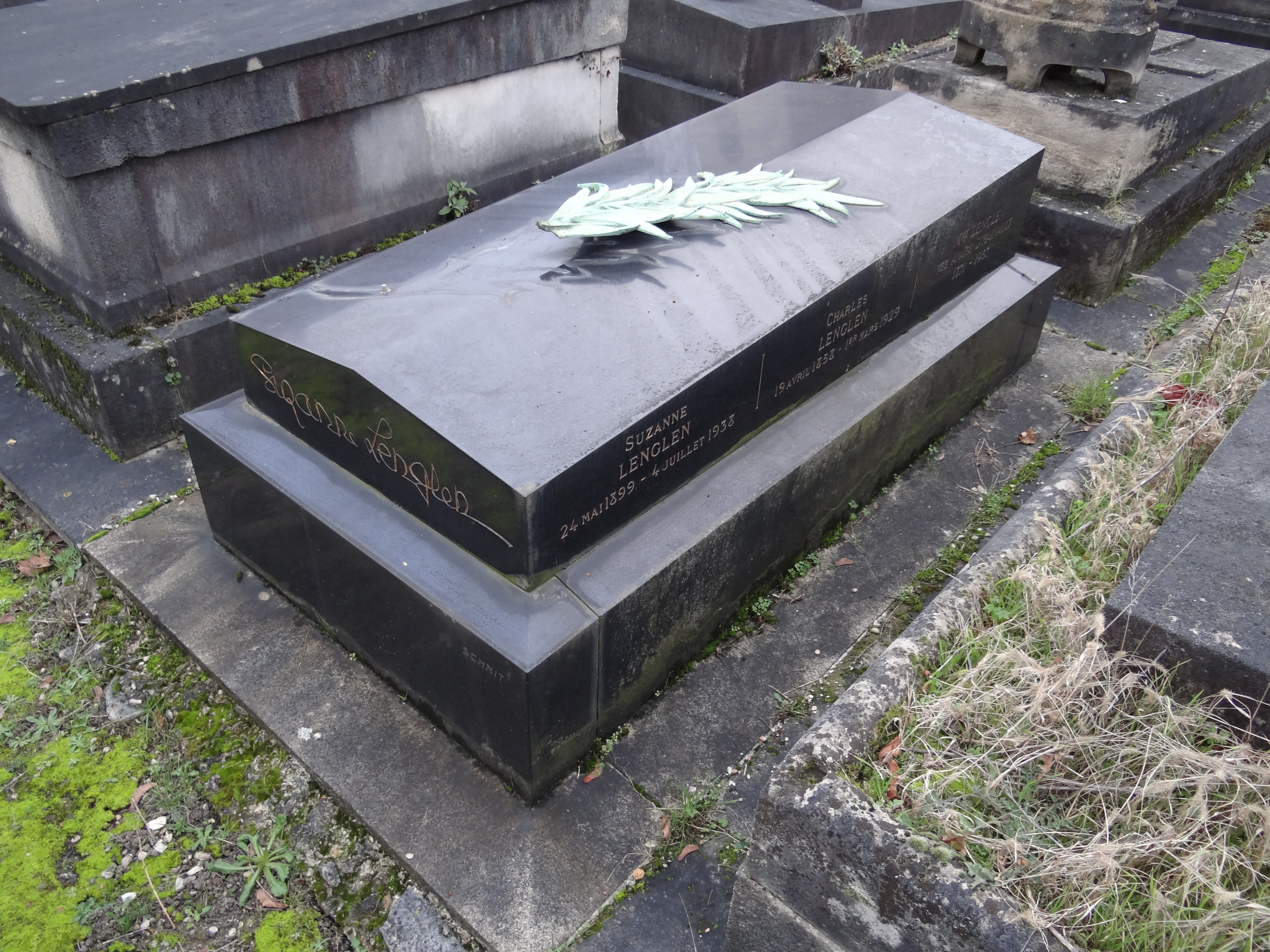
La tombe de Suzanne Lenglen au cimetière parisien de Saint-Ouen (Seine-Saint-Denis).

Ses funérailles à l'église Notre-Dame-de-l'Assomption de Paris attirèrent une foule immense dont le roi de Suède, le président du conseil Édouard Daladier et les Mousquetaires Borotra, Lacoste et Brugnon. Elle est inhumée dans le caveau familial au cimetière parisien de Saint-Ouen (cimetière ancien, division 6).

## Style et personnalité

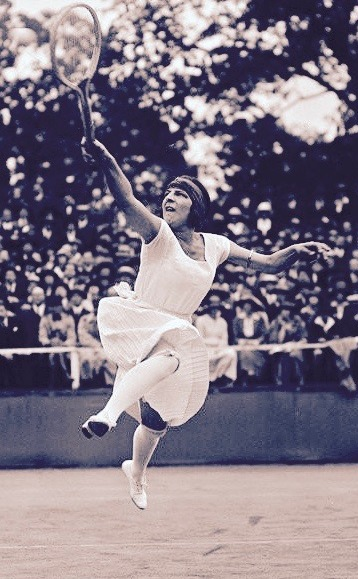
Suzanne Lenglen lors d’un match contre Germaine Golding le 22 juin 1922.

Très sportive, Suzanne Lenglen parvient à acquérir un jeu alliant précision, puissance et régularité grâce à une pratique intensive de la gymnastique et de la danse. Elle a su améliorer sa condition physique et sa technique en jouant régulièrement des matchs d'entraînement contre des partenaires masculins. Elle parvient à révolutionner le jeu par la qualité de sa frappe de balle, son smash, son service et sa volée, contrastant avec le jeu traditionnel de fond de court des Anglaises d'avant-guerre.
Elle opère de nombreux changements dans le tennis, améliore les techniques et invente une nouvelle façon de s'habiller pour mieux jouer. Habillée par le grand couturier Jean Patou, elle se distingue en devenant la première joueuse de tennis à porter des jupes courtes, plissées et montées juste au-dessus des genoux, accompagnées d'un cardigan sans manche et d'un bandeau de tulle maintenant ses cheveux. Elle découvre également ses bras et ses chevilles. Elle porte des tenues colorées à une époque où le blanc est de rigueur et se présente sur le court en manteau de fourrure, maquillée et parée de bijoux.
De santé fragile, elle était souvent victime d'insomnie et faisait preuve d'une grande nervosité pendant les compétitions. Il lui arrivait parfois d'être en proie à des crises de nerfs et de profondes dépressions. En 1924, une jaunisse lui fait manquer une grande partie de la saison. Durant son enfance, elle souffrait d'asthme et la fin de sa carrière est marquée par des problèmes à la gorge.
Elle fut très proche des « Mousquetaires » et notamment de René Lacoste et de Jacques Brugnon, son partenaire de double de prédilection. Depuis son plus jeune âge, elle s'est aussi liée d'amitié avec de grands champions tels qu'Anthony Wilding et Max Decugis. Elle est également une amie de longue date de l'Américaine Elizabeth Ryan (les deux joueuses ont remporté Wimbledon à six reprises). Elle compte par ailleurs pour amis intimes le navigateur Alain Gerbault et l'intellectuel Coco Gentien.
Sa célébrité lui a permis de fréquenter de nombreuses personnalités, telles que le roi Gustave V, qui jouait fréquemment en double mixte avec elle lors de ses séjours sur la Côte d'Azur, le roi du Portugal, le Maharaja de Kapurthala, Douglas Fairbanks, Mary Pickford ou encore Florence Gould. Sa notoriété croissante au début des années 1920 l'a conduite à être régulièrement invitée à des réceptions et des banquets où elle côtoyait le milieu politique et artistique. Elle participa à la réalisation de courts métrages et de documentaires sur le tennis et elle apparaît dans le film Le P'tit Parigot, en 1926, dans lequel elle joue son propre rôle, ainsi que dans la comédie britannique Things Are Looking Up en 1935 avec Max Miller.
Suzanne Lenglen connut une vie privée mouvementée. Bien que discrète, on lui prêta de nombreux amants. Elle vécut notamment quelques mois avec le champion de bridge Pierre Albarran puis avec le joueur de tennis italien Placido Gaslini. Lors de son séjour aux États-Unis en 1926, elle rencontra un certain Baldwin Baldwin avec lequel elle vit quelques années et projeta un temps de se marier. Son dernier compagnon fut M. Jean Tellier, qui finança en partie son école de tennis.

## Parcours en Grand Chelem (partiel)
Si l'expression « Grand Chelem » désigne classiquement les quatre tournois les plus importants de l'histoire du tennis, elle n'est utilisée pour la première fois qu'en 1933 et n'acquiert la plénitude de son sens que peu à peu à partir des années 1950.

## Ouvrages
- 1920 : (en) Lawn Tennis for girls (lire en ligne)
- 1925 : Lawn Tennis, the game of nations, Dodd, Mead and Company
- 1926 : The Love Game : being the life-story of Marcelle Penrose, Harrap's
- 1937 : Tennis by simple exercices (version anglaise), avec Margaret Morris, Heinemann et Initiation au Tennis. Principes essentiels et préparation physique (version française), préface de René Lacoste et Jean Borotra, éditions Albin Michel

## Récompenses, distinctions et hommages

### Récompenses et distinctions
- 1921 : l'Académie des sports lui décerne pour la première fois son prix, la médaille d'or du sport féminin, récompensant la sportive la plus performante de l'année[42].
- 1924 : consacrée « Reine du Sport » à la suite d'un référendum organisé par L'Auto[43].
- 1978 : membre du International Tennis Hall of Fame.

### Hommages
Bâtiments

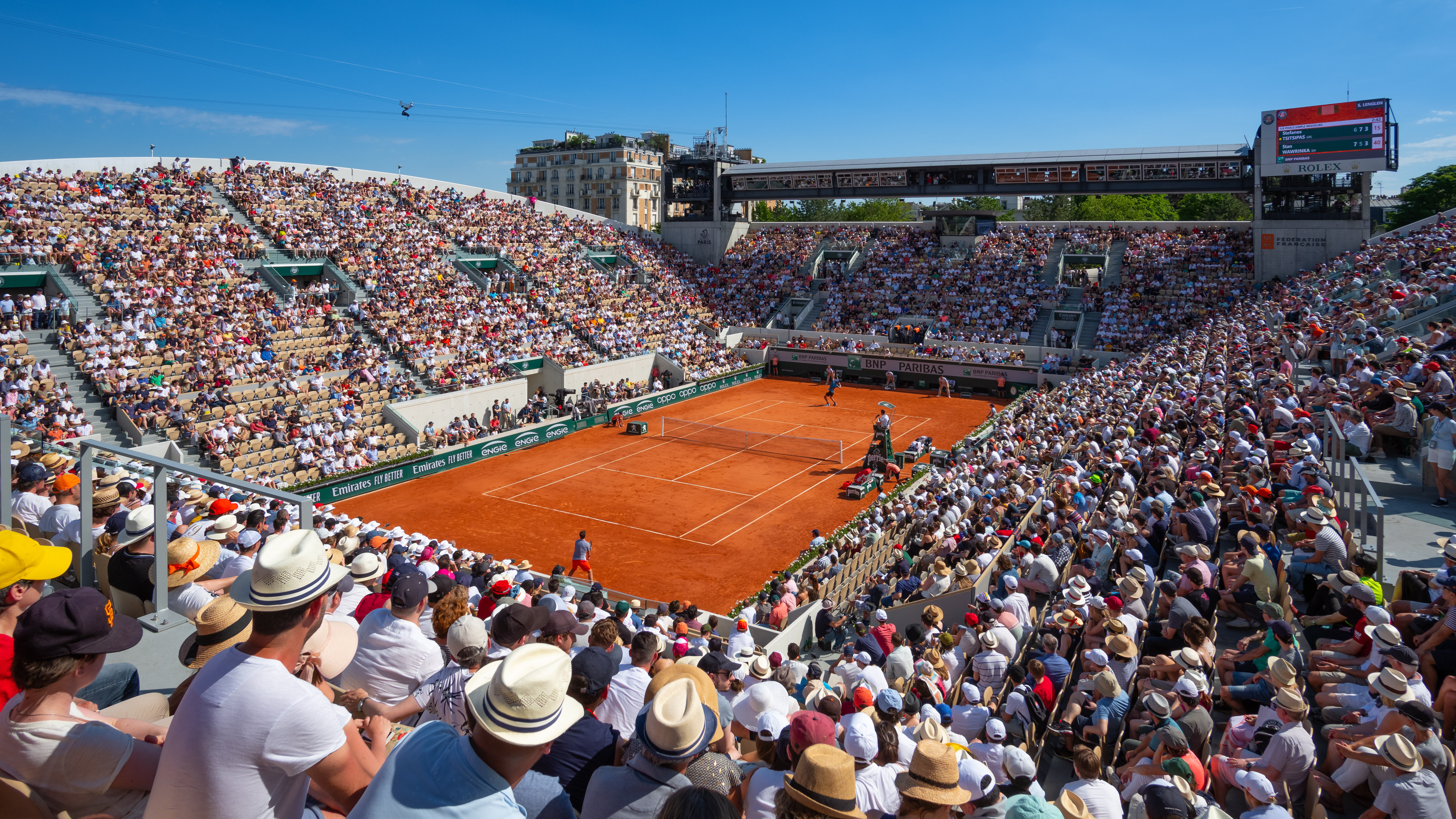
Le court Suzanne-Lenglen au stade Roland-Garros.

- Court Suzanne-Lenglen : nom donné depuis 1997 à l'ancien court A du stade Roland-Garros, construit en 1994 et offrant une capacité d'accueil d'environ 10 000 places ;
- Parc omnisports Suzanne-Lenglen, situé entre le 15e arrondissement de Paris et Issy-les-Moulineaux ;
- Complexe sportif Suzanne Lenglen à Eaubonne ;
- Gymnase Suzanne Lenglen à Rouen et Ballan-Miré ;
- Complexe sportif Suzanne Lenglen à Bordeaux ;
- Complexe de tennis Suzanne Lenglen à Landerneau.

Éducation
- Promotion Suzanne-Lenglen : nom donné depuis 2001 à la promotion annuelle des éducateurs sportifs diplômés d'État par le ministre chargé des sports sur proposition de la Confédération nationale des éducateurs sportifs et salariés du sport (CNES).

Odonymie
- Avenue Suzanne-Lenglen, à Aulnay-sous-Bois, large et longue avenue qui mène au parc du Sausset ;
- Avenue Suzanne-Lenglen, à Nice (adresse du Nice Lawn Tennis Club), Balma (adresse de la Ligue Occitanie Pyrénées-Méditerranée de Tennis) et Saint-Nazaire ;
- Rue Suzanne-Lenglen, à Paris 16e (traverse le stade Roland-Garros), Nantes, Guilers, Pau, Béziers, Albi, La Ville-aux-Dames, Saint-Herblain et Beauvais ;
- Allée Suzanne-Lenglen, à Rennes ;
- Impasse Suzanne-Lenglen, à Montpellier.

Transports
- Station Suzanne-Lenglen : station de la ligne T2 du tramway d'Île-de-France ;
- Arrêt Suzanne Lenglen : arrêt de la ligne 54 (Marcel Paul-Saupin) des transports en commun de l'agglomération nantaise.

Divers
Un doodle de Google lui est consacré le 24 mai 2016 à l'occasion des 117 ans de sa naissance.
La coupe remise aux gagnantes de l'épreuve du simple dames à Roland-Garros depuis 1979 porte aujourd'hui son nom. Le trophée est, à quelques détails près, la réplique d’une coupe offerte à l’époque par la Ville de Nice à Suzanne Lenglen, conservée au musée national du Sport.

### Iconographie
- Portrait par Francis La Monaca, 1926
- Portrait par Raymonde Heudebert (Dictionnaire Bénézit, Gründ, 1999, tome 7, page 18)